# 原子筆

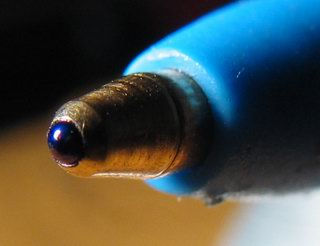
圆珠笔的笔尖部位

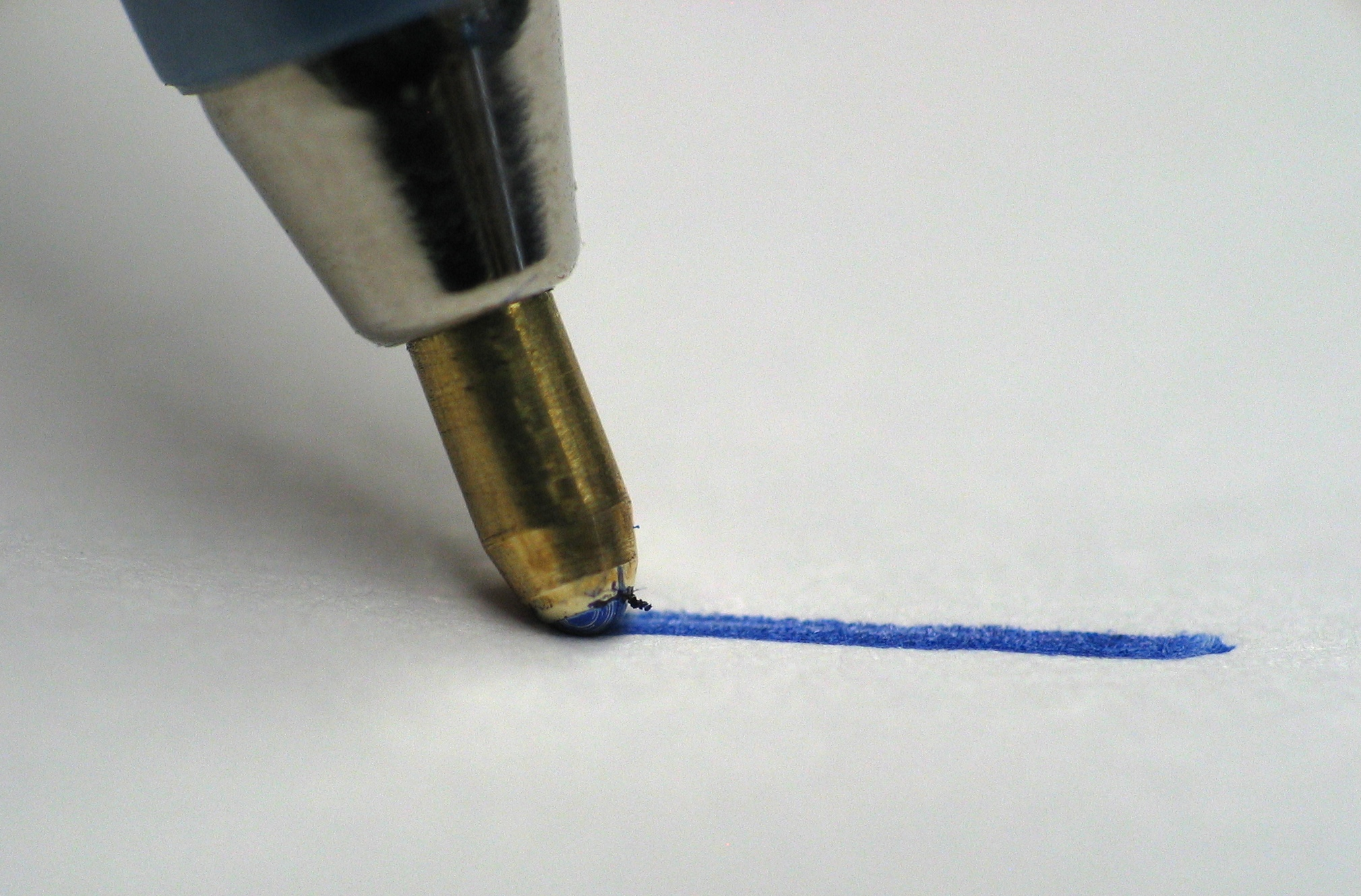
圆珠笔書寫時的樣子

原子筆，又稱為圓珠筆或走珠筆，是現代的一種書寫工具，利用筆桿末端的一顆走珠來分配“墨水（一般为油墨）”，使書寫者不用像在使用鋼筆一樣時常抽墨水補充。原子筆的發明為書寫提高方便。

## 原理
其工作原理就是筆芯在大氣的壓力和油墨的重力的雙重作用下，油墨由油管流向筆頭的球珠座裡，然後油墨黏附在球珠上。
書寫時，黏附在球珠上的油墨隨著球珠在書寫面上的滾動而粘附在書寫面上，形成字跡，即達到了書寫的目的。

## 歷史
原子筆的原型是由美国律師約翰·J·勞德于1888年10月30日发明，當時他尝试制作一个可以在普通钢笔無法使用的粗糙平面（如木头、厚包装紙）上書寫的工具。勞德的原型笔筆頭上嵌有一个顆可滚动的微型钢珠，虽然可以在粗糙的表面如皮革上写字，但反而造成在普通紙張上書寫的效果不佳，墨水出水不均匀、有漏水和堵塞现象。由于没有商业上的可行性，勞德最後亦沒有再繼續開發此一專利。
1930年代匈牙利記者比羅·拉斯洛的化学家胞弟發明了第一支原子筆（Ball Point Pen），一種用滾動的微型鋼珠作為筆尖的筆。當時普遍的鋼筆因為墨水流動非常快、鋼筆存墨量亦奇低，亦未發明量產的預裝墨水芯，一般記者單是寫一篇報導便已至少需要隨身攜帶好幾支筆。拉斯洛某一天因忘記帶備用鋼筆，最後因墨水耗盡而無法完成報導，深感不便，於是委託其任職化學家的胞弟發明可以在手帕上、木材的表面上寫字，且不必灌墨水的新型筆，剛發明的原子筆要價高達10元美金，這在當時所費不菲，約相當於今日的165.6元美金。筆尖有一顆直徑約0.1毫米、由鉻鋼合金所製成、耐壓耐磨的微型鋼珠，嵌在筆尖的圓窩中，如果把筆滑過紙面，鋼珠滾動之時便會把壓在上方筆管內的墨水帶到紙上，此鋼珠正是原子筆最大的特色所在。
後來法國的Bic文具買下專利，將鋼珠改以陶瓷製作使其更加堅硬，而且更有多種粗細選擇，並推出了全塑膠制的原子筆，產銷量不久便超過了鋼筆和在使用的廣泛上超過了鉛筆，成為了當代最主要的書寫工具。Bic所生產的原子筆累積銷量超過了一千億支，成為了世界歷來最廣泛使用的筆種品牌了。
後來美國和日本分別發明了兩種，但是仍使用類似鋼筆所用的墨水。

## 中文名稱
香港在1946年一支原子筆的售價高達200餘港元，後來進口量增加，價格漸漸下降，當年的中文報刊已使用「原子筆」的名稱。當年進口商利豐把原子筆從美國輸入香港時，產品並無中文名稱，改名「原子」是因為當時該詞帶有高新科技的意象，例如原子能源、原子彈等，取名「原子筆」代表該發明乃創新、突破性的尖端書寫技術。

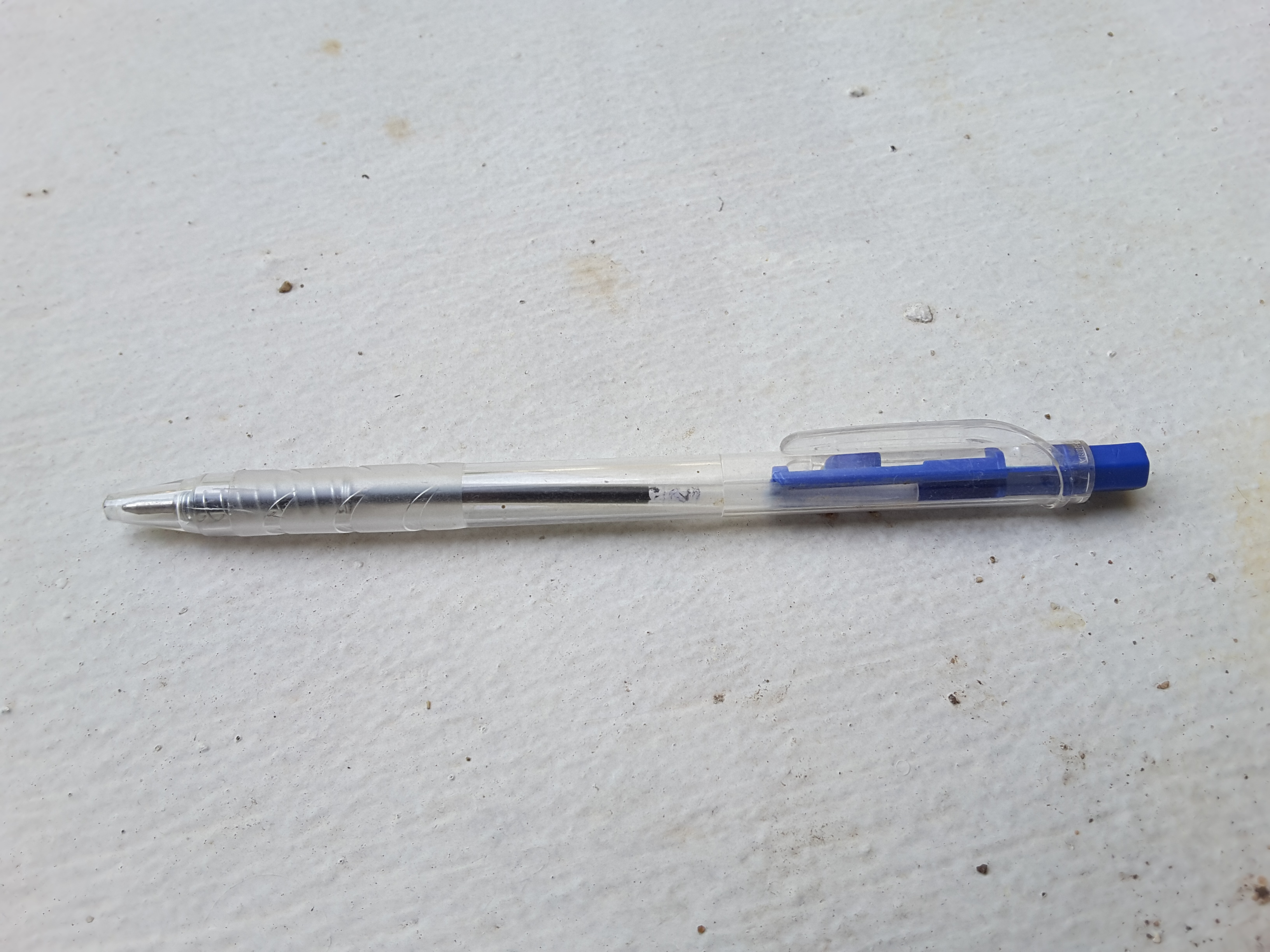
普及化的圆珠笔

另一說則為，其乃利用筆之尖端圓珠滾動來到達書寫之目的，故當初命名時為「圓珠筆」，亦有人读成「圆子笔」，而逐漸演變成「原子筆」之發音。
台灣自法國引進一次性原子筆始祖BiC黃桿原子筆，亦受法國雷諾原子筆影響，如國際實業的玉兔、SKB的秘書原子筆及利百代系列。台灣第一支國產原子筆是由玉兔牌國際實業工廠股份有限公司（玉兔文具工廠股份有限公司）生產並命名，約於1966年生產推出，當時原子筆是最高檔的文具，賣得比高檔鋼筆還貴，所以亦與香港分銷商引入時的取名邏輯一樣，以「原子」象徵其高新、尖端科技的意象。

## 外部鏈接
维基共享资源上的相關多媒體資源：原子筆